# Jan Baptysta Renard
Jan Baptysta Renard (ur. 1682 w Warszawie, zm. 14 lutego 1746 w Dreźnie) – pułkownik wojsk saskich, syn kupca Andrzeja Renarda i Teresy von Waldstein, brat architekta Benedykta Renarda i metresy króla polskiego Augusta II Mocnego Anny Katarzyny Renard.

## Życiorys
W latach 1708–1712 Jan Baptysta Renard brał udział w rozgrywającej się na terenie Flandrii wojnie o sukcesję hiszpańską, walcząc w armii elektora saskiego i króla polskiego Augusta II Mocnego. Wkrótce otrzymał awans na stanowisko podpułkownika, a w 1716 został generalnym adiutantem i pułkownikiem w gwardii pieszej koronnej. W tym czasie Renard walczył z konfederacją tarnogrodzką.
6 czerwca 1720 na mocy dokumentu króla Augusta II Jan Baptysta Renard wraz z żoną i synami, jego brat Benedykt i siostra Anna Katarzyna zostali wliczeni w poczet baronów. Po śmierci siostry w maju 1721 lub 1722, Jan Baptysta wspierał finansowo swoją siostrzenicę, nieślubną córkę Augusta II Annę Orzelską. W 1726 Jan Baptysta otrzymał na sejmie grodzieńskim tytuł szlachecki, a w kolejnych latach otrzymywał liczne urzędy: w 1729 cześnika, a w 1736 podczaszego i stolnika. W latach 1730 i 1732 brał z kolei udział w bitwach pod Mühlberg i Warszawą.
W 1731 Renard otrzymał w dzierżawę majątek w Malborku, a rok później starostwo tyszowieckie. W 1734 został generałem-majorem i dowodził wojskiem saskim w wojnie austriacko-tureckiej w latach 1737–1739. W sierpniu 1741 August III Sas przyznał Renardowi tytuł hrabiowski. Jan Baptysta aktywnie uczestniczył w II wojnie śląskiej w latach 1744–1745, podczas której został ranny w bitwie pod Dobromierzem. Wkrótce po odbyciu kampanii zmarł w Dreźnie po krótkiej chorobie.
12 maja 1717 w Dreźnie Jan Baptysta Renard zawarł związek małżeński z Marianną Teresą Drian, córką Leopolda Driana i Joanny Marii z Moszyńskich. Z małżeństwa tego pochodziło czworo dzieci:
- Jakub Antoni Krzysztof (ur. 10 maja 1718, zm. przed 1732),
- Jan Piotr (ur. 6 kwietnia 1719, zm. przed 1732),
- Maria Katarzyna (ur. 1720),
- Andrzej (ur. 21 stycznia 1721, zm. 1800).